# A Divina Comédia ou Ando Meio Desligado
A Divina Comédia ou Ando Meio Desligado é o terceiro álbum de estúdio da banda brasileira de rock Os Mutantes, lançado em março de 1970 pela Polydor Records. O disco marca a estreia do grupo como um quinteto, com a entrada do baixista Liminha e do baterista Dinho Leme. Lançado originalmente em long play, foi reeditado em disco compacto em 1992 e lançado nos Estados Unidos pela Omplatten Records.
O terceiro lançamento da banda apresenta um movimento distinto no rock psicodélico puro, abandonando os elementos mais brasileiros e tropicalistas dos seus álbuns anteriores. O guitarrista Sérgio Dias segue a experiência e as distorções de Jimi Hendrix na faixa de abertura “Ando Meio Desligado”, enquanto a canção de seis minutos “Meu Refrigerador Não Funciona” é um trabalho estendido para órgão elétrico e para a voz selvagem e livre de Rita Lee, no qual podemos notar uma grande influência de Janis Joplin. A faixa “Quem Tem Medo de Brincar de Amor” está cheia de ganchos notáveis e “Desculpe, Babe” é uma das melodias mais cativantes d'Os Mutantes.
A capa apresenta uma reprodução de uma pintura do pintor e ilustrador francês Gustave Doré para a obra A Divina Comédia, de Dante Alighieri. A gravura foi feita no jardim da casa dos irmãos Sérgio e Arnaldo Baptista. A contracapa do álbum mostra o trio principal na cama de Clarisse, mãe dos irmãos, em aceno a Dona Flor e Seus Dois Maridos, com Dinho Leme ao lado, fantasiado de oficial nazista. A faixa-título "Ando Meio Desligado" foi a 75ª mais tocada no Brasil em 1970. Em outubro de 2007, a revista Rolling Stone Brasil divulgou uma lista dos "100 Maiores Discos da Música Brasileira", na qual A Divina Comédia ou Ando Meio Desligado ocupou a 22ª posição.

## Recepção crítica

### Avaliações retrospectivas
| Críticas profissionais | Críticas profissionais |
| Avaliações da crítica  | Avaliações da crítica  |
| Fonte                  | Avaliação              |
| ---------------------- | ---------------------- |
| AllMusic               | [ 8 ]                  |

O sítio AllMusic dá ao disco uma avaliação de quatro de cinco estrelas, e em revisão, o crítico musical Ari Wiznitzer escreve: "Esses três adolescentes, ao tentarem imitar seus heróis estadunidenses, conseguiram superá-los. (...) Este álbum é um dos melhores e mostra a capacidade da banda de transformar gêneros em sua própria originalidade distorcida", e completa: "A cada audição, A Divina Comédia no Ando Meio Desligado revela novos segredos, fazendo valer o preço ao acesso."

## Lista de faixas
De acordo com o sítio Discos do Brasil:
| Lado um |                                    |                                       |         |  |
| N.º     | Título                             | Compositor(es)                        | Duração |  |
| 1.      | "Ando Meio Desligado"              | Arnaldo Baptista Rita Lee Sérgio Dias | 3:02    |  |
| 2.      | "Quem Tem Medo de Brincar de Amor" | Baptista Lee                          | 2:20    |  |
| 3.      | "Ave, Lúcifer"                     | Élcio Decário Baptista Lee            | 3:36    |  |
| 4.      | "Desculpe, Babe"                   | Baptista Lee                          | 2:49    |  |
| 5.      | "Meu Refrigerador Não Funciona"    | Baptista Lee Dias                     | 6:23    |  |

| Lado dois      |                                           |                                       |         |  |
| N.º            | Título                                    | Compositor(es)                        | Duração |  |
| 6.             | "Hey Boy"                                 | Decário Baptista                      | 2:47    |  |
| 7.             | "Preciso Urgentemente Encontrar Um Amigo" | Roberto Carlos Erasmo Carlos          | 3:52    |  |
| 8.             | "Chão de Estrelas"                        | Orestes Barbosa Sílvio Caldas         | 3:13    |  |
| 9.             | "Jogo de Calçada"                         | Ilton Oliveira Wandler Cunha Baptista | 4:08    |  |
| 10.            | "Haleluia"                                | Baptista                              | 3:42    |  |
| 11.            | "Oh! Mulher Infiel"                       | Baptista                              | 4:20    |  |
| Duração total: | Duração total:                            | Duração total:                        | 41:48   |  |

## Ficha técnica
Os Mutantes
- Arnaldo Baptista – vocais principais, vocais de apoio, teclados, baixo elétrico
- Rita Lee – vocais principais, percussão, efeitos
- Sérgio Dias – vocais de apoio, guitarras, baixo elétrico
- Liminha – baixo elétrico
- Dinho Leme – bateria

Músicos adicionais
- Raphael Villardi – vocais, guitarra acústica
- Naná Vasconcelos – percussão

Produção musical
- Arnaldo Saccomani – produção

- Rogério Duprat – arranjo orquestral